# Aeonium aizoon
Aeonium aizoon és una espècie del gènere Aeonium que pertany a la família de les crassulàcies (Crassulaceae).

## Descripció
Aeonium aizoon creix amb dos caps, rosetes perennes, que assoleixen un diàmetre de 3 a 5 centímetres. Aquestes són més aviat planes i bastant obertes durant l'estació seca. L'espatulat oblong, verd, fulles adhesives, densament pubescent glandulars i peludes de 2 a 3,5 cm de llargada, d'1 a 1,5 centímetres d'ample i 0,1 a 0,2 centímetres de gruix. Es retallen cap a la part superior i tenen un encaix adjunt. La base s'estreny àmpliament des dels voltants de la punta.
La inflorescència té una llargada de 2 a 5 centímetres i una amplada de 4 a 10 centímetres. Té un peduncle dens de fulles que fan de 8 a 12 centímetres de llarg. Les flors de 17 a 21 vegades estan en un 1 a 3 mil·límetres de llarg, peduncle pelut suau. Els seus sèpals són tomentosos. El color groc fosc, obovades, té pètals de 6 a 7 mil·límetres de llarg i d'1 a 1,5 mil·límetres d'ample. Els estams estan nus.

## Distribució
Aeonium aizoon està molt estesa a Tenerife, a les Illes Canàries, a altituds de 600-1600 metres.

## Taxonomia
Aeonium aizoon va ser descrita per T.H.M.Mes i publicat a Evolution and Systematics of the Crassulaceae 41. 1995.
Etimologia
Aeonium: nom genèric del llatí aeonium, aplicat per Dioscòrides Pedaci a una planta crassa, probablement derivat del grec aionion, que significa "sempre viva".
aizoon: epítet llatí que significa "amb fulles perennes".